# 寨圪塔乡
寨圪塔乡，是中华人民共和国山西省临汾市浮山县下辖的一个乡镇级行政单位。

## 行政区划
寨圪塔乡下辖以下地区：
张村、谭村、土岭村、榆社村、范村、候寨村、寨圪塔村、八亩村、院头村、高家庄村、西里村、山交村、石口村、川口村和观音庙村。